# Dubai Fountain

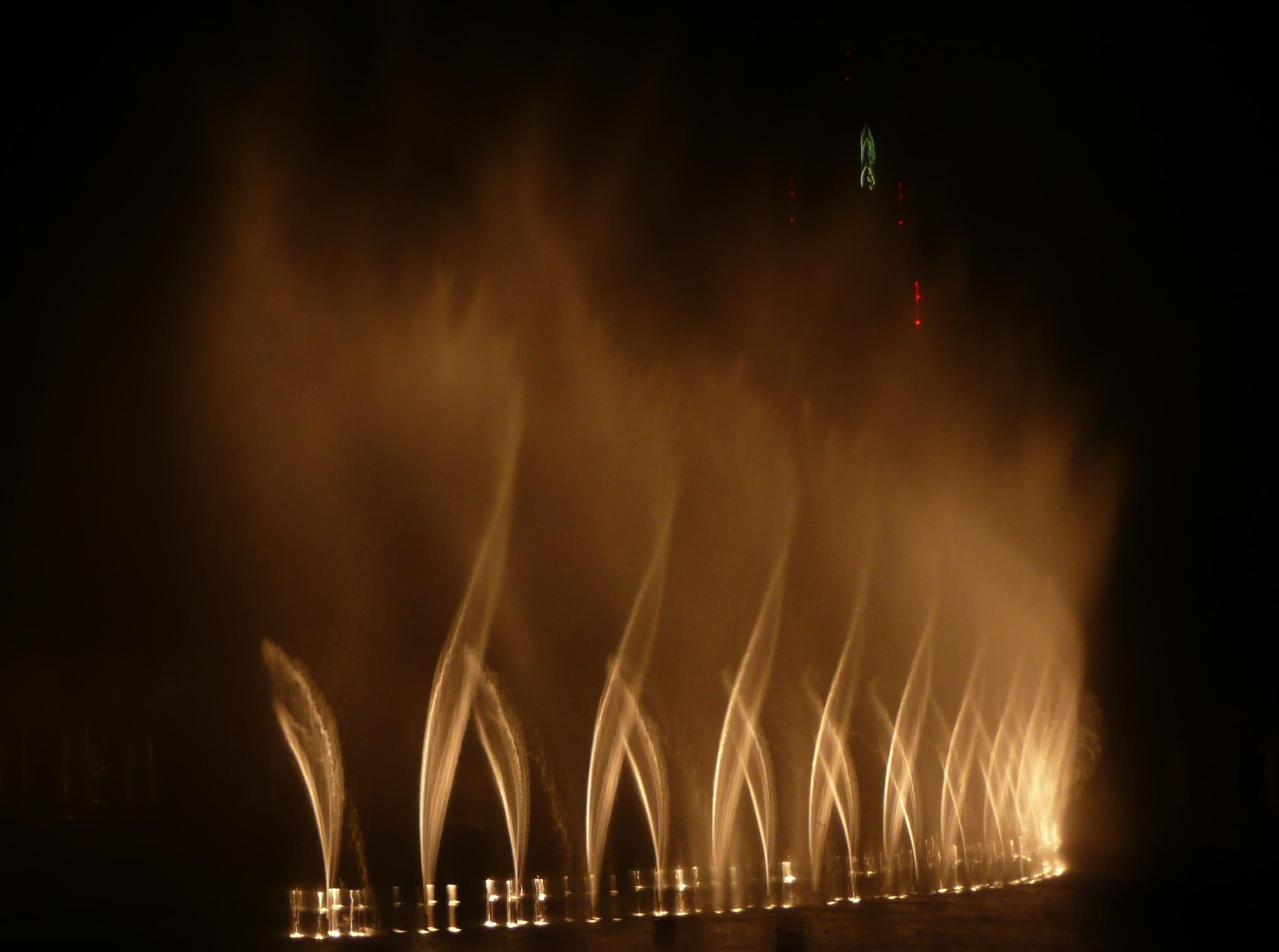
Die Dubai Fountain bei der Aufführung des Songs „Bassbor Al Fourgakom“.

Die Dubai Fountain ist eine choreografierte Springbrunnenanlage auf dem 12 Hektar großen, künstlich angelegten Burj-Khalifa-See im Zentrum von Downtown Dubai in Dubai, Vereinigte Arabische Emirate. Sie wurde von WET Design entworfen, einem in Kalifornien ansässigen Unternehmen, das auch für die Springbrunnen im Bellagio Hotel Lake in Las Vegas verantwortlich ist. Sie wird von 6600 Lichtern und 50 farbigen Projektoren beleuchtet, ist 275 m lang und schießt Wasser bis zu 152,4 m in die Luft, begleitet von klassischer bis zeitgenössischer arabischer und internationaler Musik und wurde für 800 Mio. AED (218 Mio. USD) gebaut.
Der Name des Brunnens wurde nach einem vom Bauträger Emaar Properties veranstalteten Wettbewerb ausgewählt, dessen Ergebnis am 26. Oktober 2008 bekannt gegeben wurde. Die Tests des Brunnens begannen im Februar 2009 und der Brunnen wurde am 8. Mai 2009 zusammen mit der offiziellen Eröffnungszeremonie der benachbarten Dubai Mall offiziell eingeweiht.

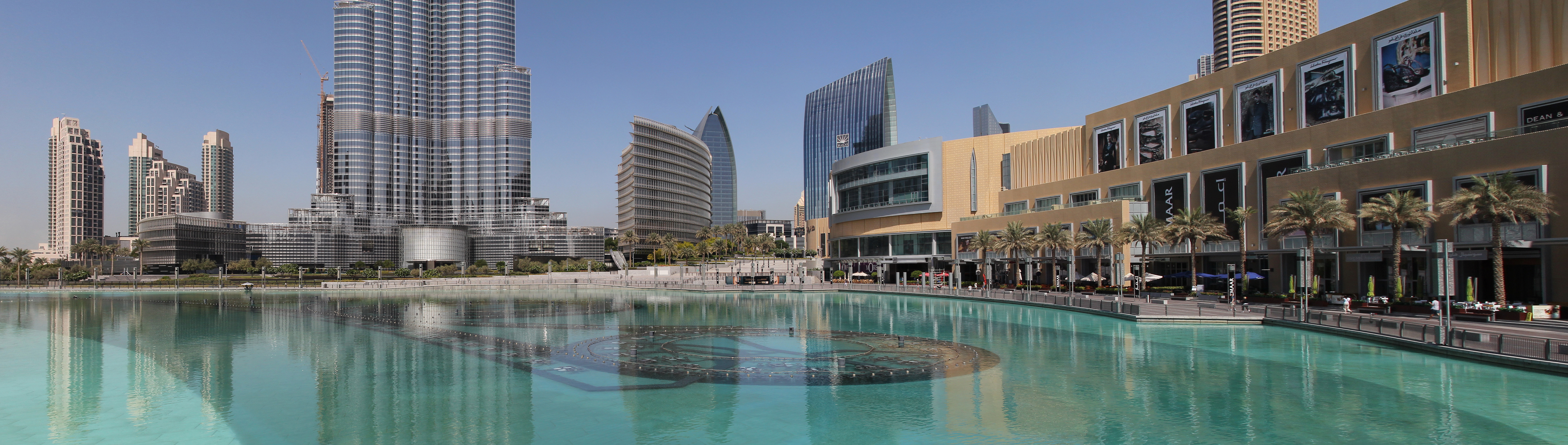
Ein Panoramablick auf den Dubai Fountains Lake

Die Wassershows der Dubai Fountain beginnen um 18 Uhr, alle 30 Minuten bis 22 Uhr an Werktagen und bis 23 Uhr an Wochenenden. Jede Show dauert etwa 3–5 Minuten.